# De små tings gud
De små tings gud (originaltitel The God of Small Things) er en roman fra 1997 af den indiske forfatter Arundhati Roy. Bogen vandt i 1997 Bookerprisen, som af mange anses for værende den fornemmeste litterære pris i den engelsksprogede verden.
Bogens handling tager sit udgangspunkt i slutningen af 1960'ernes Indien, hvor den politiske stemning er meget anspændt. Dette sætter sit præg på bogens hovedpersoner, familien Ipe, fra den lille by Ayemenem. Den fraskilte kvinde Ammu har tvillingerne Rahel (pige) og Estha (dreng), og bogens handling tager for alvor sin start da børnenes kusine Sophie Mol kommer på besøg.
| Bog | Spire Denne artikel om bøger og tidsskrifter er en spire som bør udbygges. Du er velkommen til at hjælpe Wikipedia ved at udvide den. |